# المريض الإلكتروني
المريض الإلكتروني هو مستهلك صحي يشارك بشكل كامل في الرعاية الطبية الخاصة به، وذلك بشكل أساسي من خلال جمع معلومات حول الحالات الطبية التي تؤثر عليه وعلى أسرته، باستخدام الإنترنت والأدوات الرقمية الأخرى. يشمل هذا المصطلح الأشخاص الذين يسعون للحصول على إرشادات حول علاج حالاتهم الصحية، وكذلك الأصدقاء وأفراد العائلة الذين يبحثون عن المعلومات بالنيابة عن المريض. يعبر مرضى الإلكترونيون عن تأثيرين رئيسيين لأبحاثهم الصحية: "معلومات وخدمات صحية أفضل، وعلاقات مختلفة، ولكن ليست دائمًا أفضل، مع أطبائهم".
المرضى الإلكترونيين نشطون في رعايتهم ويظهرون قوة الطب التشاركي نموذج الرعاية الصحية الإلكترونية الصحة 2.0 / الطب 2.0. يمكن أن يشير الحرف "e" إلى " إلكتروني" ولكن تم استخدامه أيضًا للإشارة إلى مصطلحات أخرى، مثل "مجهز" و"ممكّن" و"خبير".
حالة المعرفة الحالية حول تأثير المرضى الإلكترونيين على نظام الرعاية الصحية وجودة الرعاية التي يتلقونها تشير إلى:
- يتزايد عدد الأشخاص الذين يقولون إن الإنترنت لعب دورًا حاسمًا أو مهمًا حينما ساعدوا شخصًا آخر في التعامل مع مرض خطير.[5][6]
- لقد قلل العديد من الأطباء من تقدير الفوائد وبالغوا في تقدير مخاطر الموارد الصحية عبر الإنترنت بالنسبة للمرضى.[7][8][9]
- تعد مجموعات الدعم الطبية عبر الإنترنت مصدرًا مهمًا للرعاية الصحية.[10]
- "أصبحت الملاءمة الصافية للأطباء والمنظمات المقدمة للخدمات - وفقًا لتصنيف المرضى الإلكترونيين الذين يخدمونهم - جانبًا جديدًا مهمًا لجودة الرعاية الصحية".[11]
- وبحسب إحدى الدراسات، فإن ظهور المرضى كشركاء يعد من أهم الثورات الطبية الثقافية في القرن الماضي.[11]
- ومن أجل فهم تأثير المريض الإلكتروني، من المرجح أن يحتاج الأطباء إلى تجاوز "الهياكل الطبية قبل الإنترنت".[11]
- ويجب أن يتكيف التعليم الطبي ليأخذ المريض الإلكتروني في الاعتبار، وتأهيل الطلاب لممارسة الطب التي تشمل المريض الإلكتروني.[1]

وجدت دراسة أجريت عام 2011 على المرضى الإلكترونيين الأوروبيين أنهم يميلون إلى أن يكونوا "فضوليين ومستقلين" وأنهم لاحظوا أن عدد المرضى الإلكترونيين في أوروبا يبدو آخذًا في الارتفاع. وجدت دراسة أجريت عام 2012 أن المرضى الإلكترونيين الذين يقومون بتحميل مقاطع فيديو حول صحتهم تعرضوا لفقدان الخصوصية، ولكنهم استفادوا أيضًا من الدعم الاجتماعي. وجدت دراسة لاحقة أجريت عام 2017 باستخدام تحليل الشبكات الاجتماعية أنه عندما يتم تضمين المرضى الإلكترونيين في مؤتمرات الرعاية الصحية، فإنهم يزيدون من تدفق المعلومات ويوسعون نطاق الانتشار ويعمقون المشاركة في محادثة التغريدات مقارنة بكل من الأطباء والباحثين، بينما يشكلون فقط 1.4٪ من مجموع المعنيين.

## الترجمات والتعديلات

### اليابان
وفقًا لماهو إيسونو، الحاصل على درجة الدكتوراه في الجامعة الدولية للصحة والرعاية الاجتماعية في أوتاوارا باليابان، فإن أقرب مصطلح إلى "المريض الإلكتروني" باللغة اليابانية هو "توجيشا-كينكيو"، حيث "كينكيو" يعني الدراسة والتحقيق والبحث، و"توجيشا" يشير إلى الأشخاص المهتمين أو الأشخاص ذوي الإعاقة أنفسهم أو المرضى أنفسهم.

### السويد
مستوحاة من العمل الأساسي حول المرضى الإلكترونيين الذي قام به توم فيرجسون وفريق العمل للمفكرين في مجال المرضى الإلكترونيين، صاغت المريضة السويدية والمهندسة "سارة ريجار" كلمة سويدية جديدة هي "سبيتسباتينت"، والتي تعني "المريض الرئيسي المستخدم" أو"المريض الرئيسي"، في فبراير 2016.

## أنظر أيضا
- العلاقة الطبيب بالمريض
- الصحة إلكترونية
- صحة
- الدفاع عن المرضى